# 坂道の家
「坂道の家」（さかみちのいえ）は、松本清張の小説。『週刊朝日』1959年1月4日号から4月19日号まで、「黒い画集」第3話として連載され、1959年4月に単行本『黒い画集1』収録の一編として、光文社より刊行された。
これまで6度テレビドラマ化されている。

## あらすじ
寺島吉太郎は場末の町で小間物店を営んでいた。質素に生活を切りつめ倹約を守り、46歳の現在まで、痩せた女房以外に女性を知らなかった。ある時22・3歳の、今まで見かけない女性が店を訪れた。けだるそうな口の利き方であったが、その口調には妙な魅力があった。名前は杉田りえ子というのだった。商品をまけてくれるよう頼みつつ、吉太郎を見上げるりえ子。次第に彼女にのめり込んでいく、吉太郎の蟻地獄が始まる。

## テレビドラマ

### 1960年版
1960年9月12日と9月19日と10月3日、KRテレビ（現：TBS）系列の「ナショナル ゴールデン・アワー」枠（20:30-21:00）、「松本清張シリーズ・黒い断層」の1作として3回にわたり放送された。
キャスト
- 寺島吉太郎：市川中車
- 杉田りえ子：水谷良重
- 千石規子
- 梅若正二
- 芦田伸介

スタッフ
- 脚本：井手俊郎
- プロデューサー：逸見稔
- 演出：石川甫
- 制作：KRテレビ

### 1962年版
1962年9月6日と9月7日（22:15-22:45）、NHKの「松本清張シリーズ・黒の組曲」の1作として2回にわたり放送された。
キャスト
- 寺島吉太郎：織田政雄
- 杉田りえ子：友部光子
- 松子：菅井きん
- 山口：堀勝之祐
- ：多摩佳子
- ：林洋子
- ：天池総子

スタッフ
- 脚本：大川久男
- 音楽：別宮貞雄
- 演出：中山たかし
- 制作：NHK

### 1965年版
1965年12月14日、関西テレビ制作・フジテレビ系列（FNS）の「松本清張シリーズ」枠（21:00-21:30。早川電機工業一社提供）にて放送。
キャスト
- 三國連太郎

スタッフ
- 脚本：花登筺
- 監督：水野匡雄

### 1983年版
『松本清張の坂道の家』。1983年2月8日、日本テレビ系列の「火曜サスペンス劇場」枠（21:02-22:54）にて放送。視聴率21.8%（ビデオリサーチ調べ、関東地区）。
キャスト
- 杉田りえ子：坂口良子 （クラブ「キュリアス」のホステス）
- 寺島吉太郎：長門裕之 （小間物屋）
- 山口武豊：石田純一 （りえ子の同郷の恋人）
- 寺島の妻：正司歌江
- さゆり：永島暎子 （「キュリアス」のママ）
- おでん屋台：梅津栄
- 南：大地常雄 （風呂を覗く男）
- 渡辺医師：唐沢民賢 （監察医）
- 刑事：佐藤英夫
- 刑事：大場順
- マスター：杉江廣太郎
- 医師：中村竜三郎 （吉太郎を看取る医師）
- 不動産屋店主：森章二
- 医師：成田次穂 （りえ子の主治医）
- 植木まり子
- 市村博
- 俵一
- 渡辺紀行
- 加島潤
- 小森英明
- 城戸卓
- 熊谷雄二
- 小林克哉
- 村上記代
- 水木涼子
- 麻茶れい
- 西沢正代
- 萩尾なおみ
- 麻生みちこ
- 桜井ゆうこ ほか

スタッフ
- 脚本：宮川一郎
- 監督：松尾昭典
- 音楽：三枝成章
- プロデュース：嶋村正敏（日本テレビ）、田中浩三（松竹）、樋口清（松竹）
- 製作：松竹

### 1991年版
『松本清張作家活動40年記念・黒い画集 坂道の家』。1991年8月26日、TBS系列の「月曜ドラマスペシャル」枠（21:00-22:51）にて放映。1960年版テレビドラマをプロデュースした逸見稔が、自身設立のプロダクションを通じて再度関与した作品。視聴率20.8%（ビデオリサーチ調べ、関東地区）。第29回ギャラクシー賞奨励賞受賞作品。
キャスト
- 杉田りえ子：黒木瞳 （キャバレー「キュリアス」のホステス）
- 寺島吉太郎：いかりや長介 （小間物屋）
- 山口武重：沖田浩之
- 山上さゆり：仁支川峰子
- 寺島峰代：白川和子 （吉太郎の妻）
- 斉木栄造警部補：中丸忠雄
- 石黒医師：北村和夫
- 古賀克彦：小松政夫 （りえ子の隣家の主人）
- りえ子を覗く学生：神田利則
- 石倉三郎
- 車だん吉
- 河崎辰吉：樋浦勉
- 中本賢
- 斉木しげる
- 神津はづき
- 吉井丈絵
- 絹子：八神康子
- うえだ峻
- 久岡：石井愃一
- 三谷昇
- 安井ひろみ
- 君枝：樋口しげり
- 長谷川公子
- 小川隆市
- 大竹周作
- 剛州
- 北見誠
- 山田良隆

スタッフ
- 脚本：葉村彰子
- 演出：久世光彦
- 音楽：坂田晃一
- 撮影：山本博俊
- 照明：海老原靖人
- 演出補：藤本一彦、里中英司、楠美雅志
- 技術協力：東通
- 企画：逸見稔、松本陽一
- プロデューサー：中村和則（オフィス・ヘンミ）、岡田裕克（TBS）、坂梨港（電通）
- 製作：オフィス・ヘンミ、TBS

### 2014年版
『松本清張〜坂道の家』。2014年12月6日（21:00-23:06）、テレビ朝日系列で「松本清張二夜連続ドラマスペシャル」の第一夜として放送。本ドラマオリジナルストーリーとして、杉田りえ子の過去を描いている。
キャスト
- 杉田りえ子：尾野真千子 （中学時代：浜辺美波）（理容師で地方の港町出身）
- 寺島吉太郎：柄本明 （東京下町の布団屋「寺島寝具店」店主）
- 川添直樹：小澤征悦 （りえ子の初恋の相手で大学准教授）
- 寺島ミツ：渡辺えり （吉太郎の妻）
- 杉田新吉：大西武志（りえ子の父）
- 杉田鷹子：笛木優子 （りえ子の母）
- 竜崎朝美：まりゑ （直樹の婚約者）
- 澄元三郎：笑福亭鶴光 （吉太郎の商売仲間）
- 高橋伴子：和希沙也 （寺島寝具店の店員）
- 川添武洋：浜田学
- 川添勝子：滝沢涼子（武洋の妻）
- 与田次男：千葉哲也（刑事）
- その他：沼崎悠、谷川昭一朗、諏訪雅、山中アラタ ほか

スタッフ
- 脚本：池端俊策
- 監督：鶴橋康夫
- 音楽：mio-sotido
- ロケ協力：糸魚川市、上越市、新潟県フィルム・コミッション協議会、上越市観光コンベンション協会、長岡ロケナビ、JR西日本ロケーションサービス、川崎球場、京王電鉄　ほか
- 技術協力：バスク、Kカンパニー、ジェニック
- 美術協力：テレビ朝日クリエイト
- 音響効果：スポット
- VFX：IMAGICA
- 編集・MA：ザ・チューブ
- チーフプロデューサー：五十嵐文郎（テレビ朝日）
- ゼネラルプロデューサー：黒田徹也（テレビ朝日）
- プロデューサー：船津浩一（テレビ朝日）、秦祐子（ROBOT）
- 制作協力：ROBOT
- 制作著作：テレビ朝日

受賞
- 第41回放送文化基金賞
  - 奨励賞（テレビドラマ部門）
  - 番組部門演技賞（柄本明）

- 東京ドラマアウォード2015
  - 単発ドラマ部門・優秀賞